# (5718) 1983 PB
(5718) 1983 PB — астероїд головного поясу.
Тіссеранів параметр щодо Юпітера — 3,613.